# باشوباتي
باشوباتي، هو إله هندوسي وتجسيد للإله الهندوسي شيفا كـ"رب الحيوانات". لكن كلمة "باشو" تعني أيضًا الأرواح كلها أو الكائنات الحية. لذلك يمكن ترجمتها على أنها تعني رب الأثمات. يعبد الباشوباتي بشكل رئيسي في نيبال والهند. وهو أيضًا إله نيبال الوطني.

## التأثيل
الكلمة باشوباتي تعني "مولى الحيوانات جميعًا". وكانت في الأصل أيضًا لقبًا لرودرا في الفترة الفيدية. وواحدة من صفات شيفا أيضًا.

## التاريخ
أقدم دليل مزعوم على الباشوباتي يأتي من حضارة وادي السند (3300 قبل الميلاد إلى 1300 قبل الميلاد)، حيث قيل إن ختم الباشوباتي ممثل عليه شخصية بدئية لشيفا.

## الإله

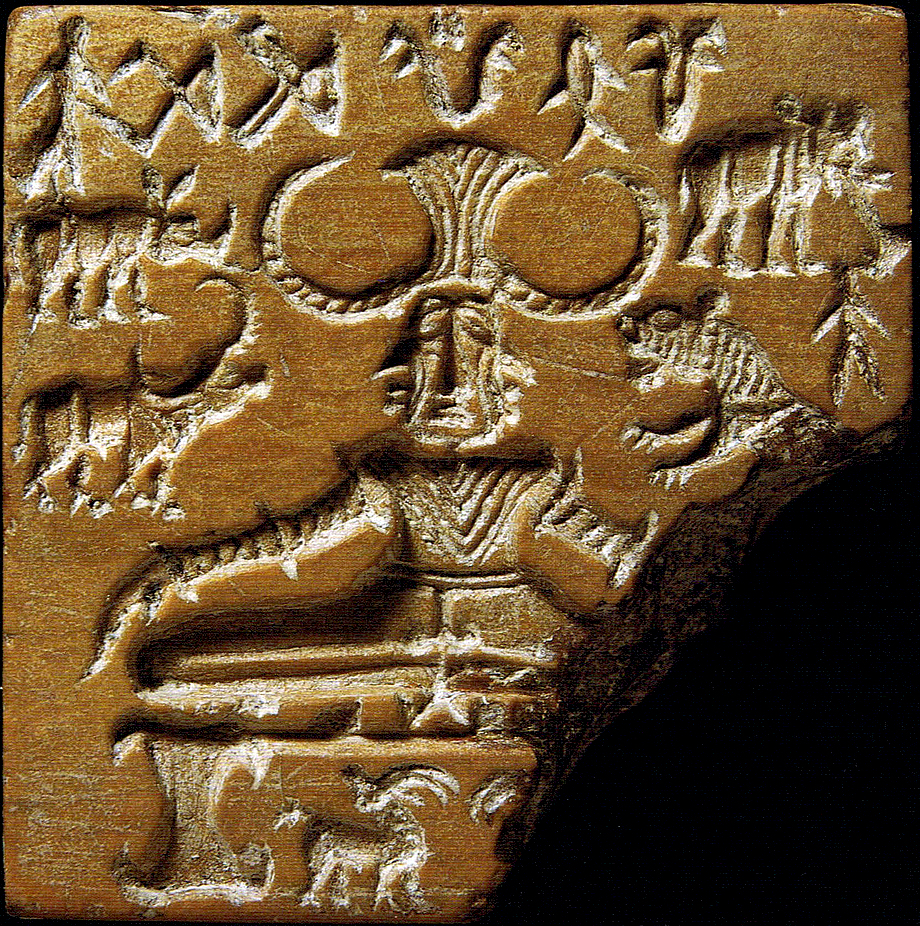
ختم الباشوباتي، محاط بالحيوانات؛ حوالي 2350-2000 قبل الميلاد. وهو محفوظة في المتحف الوطني، نيودلهي.

تمثل الوجوه الخمسة لباشوباتي تجسيدات مختلفة لشيفا: ساديوجاتا (المعروف أيضًا باسم بارون)، وفامديفا (المعروف أيضًا باسم أوما ماهيسوارا)، وتاتبوروشا، وأغوري وإيشانا. وهي تواجه الغرب والشمال والشرق والجنوب والذروة على التوالي، وتمثل العناصر الأساسية الخمسة للهندوسية، وهي: الأرض والماء والهواء والضوء والأثير.